# Harper County (Kansas)
Harper County ist ein County im Bundesstaat Kansas der Vereinigten Staaten. Das U.S. Census Bureau hat bei der Volkszählung 2020 eine Einwohnerzahl von 5485 ermittelt.
Der Verwaltungssitz (County Seat) ist Anthony. Das County gehört zu den Dry Countys, was bedeutet, dass der Verkauf von Alkohol eingeschränkt oder verboten ist.

## Geographie
Das County liegt im Süden von Kansas, grenzt an Oklahoma und hat eine Fläche von 2080 Quadratkilometern, wovon vier Quadratkilometer Wasserfläche sind. Es grenzt in Kansas im Uhrzeigersinn an folgende Countys: Kingman County, Sumner County und Barber County.

## Geschichte
Harper County wurde am 26. Februar 1867 gebildet. Benannt wurde es nach Marion Harper, einem Offizier im Amerikanischen Bürgerkrieg.
Insgesamt sind 8 Bauwerke des Countys im National Register of Historic Places eingetragen (Stand 29. August 2017).

## Demografische Daten

Alterspyramide des Harper Countys (Stand: 2000)

Nach der Volkszählung im Jahr 2000 lebten im Harper County 6536 Menschen in 2773 Haushalten und 1807 Familien im Harper County. Die Bevölkerungsdichte betrug 3 Einwohner pro Quadratkilometer. Ethnisch betrachtet setzte sich die Bevölkerung zusammen aus 97,23 Prozent Weißen, 0,23 Prozent Afroamerikanern, 0,83 Prozent amerikanischen Ureinwohnern, 0,14 Prozent Asiaten, 0,02 Prozent Bewohnern aus dem pazifischen Inselraum und 0,38 Prozent aus anderen ethnischen Gruppen; 1,18 Prozent stammten von 2 oder mehr Ethnien ab. 1,07 Prozent der Bevölkerung waren spanischer oder lateinamerikanischer Abstammung.
Von den 2773 Haushalten hatten 27,7 Prozent Kinder unter 18 Jahren, die mit ihnen gemeinsam lebten. 55,3 Prozent waren verheiratete, zusammenlebende Paare, 6,9 Prozent waren allein erziehende Mütter und 34,8 Prozent waren keine Familien. 32,1 Prozent aller Haushalte waren Singlehaushalte und in 17,9 Prozent lebten Menschen mit 65 Jahren oder darüber. Die Durchschnittshaushaltsgröße betrug 2,30 und die durchschnittliche Familiengröße betrug 2,90 Personen.
24,7 Prozent der Bevölkerung waren unter 18 Jahre alt. 6,6 Prozent zwischen 18 und 24 Jahre, 22,0 Prozent zwischen 25 und 44 Jahre, 23,5 Prozent zwischen 45 und 64 Jahre und 23,2 Prozent waren 65 Jahre alt oder älter. Das Durchschnittsalter betrug 43 Jahre. Auf 100 weibliche Personen kamen 93,7 männliche Personen. Auf 100 erwachsene Frauen ab 18 Jahren kamen 91,4 Männer.
Das jährliche Durchschnittseinkommen eines Haushalts betrug 29.776 USD, das Durchschnittseinkommen einer Familie betrug 39.866 USD. Männer hatten ein Durchschnittseinkommen von 27.869 USD, Frauen 20.000 USD. Das Prokopfeinkommen betrug 16.368 USD. 8,5 Prozent der Familien und 11,6 Prozent der Bevölkerung lebten unterhalb der Armutsgrenze.

## Orte im County
- Anthony
- Attica
- Bluff City
- Corwin
- Crisfield
- Danville
- Duquoin
- Freeport
- Harper
- Hawk
- Midway
- Ruella
- Runnymede
- Waldron

Townships
- Township 1
- Township 2
- Township 3
- Township 4
- Township 5
- Township 6